# Chahe (köpinghuvudort i Kina, Hubei Sheng, lat 30,00, long 113,47)
Chahe (kinesiska: 汊河, 汊河镇) är en köpinghuvudort i Kina. Den ligger i provinsen Hubei, i den centrala delen av landet, omkring 100 kilometer sydväst om provinshuvudstaden Wuhan. Antalet invånare är 47 253. Befolkningen består av 22 251 kvinnor och 25 002 män. Barn under 15 år utgör 14,0 %, vuxna 15-64 år 76 %, och äldre över 65 år 9,0 %.
Runt Chahe är det tätbefolkat, med 286 invånare per kvadratkilometer. Närmaste större samhälle är Fengkou, 15,8 km nordväst om Chahe. Trakten runt Chahe består till största delen av jordbruksmark.
Genomsnittlig årsnederbörd är 1 743 millimeter. Den regnigaste månaden är maj, med i genomsnitt 244 mm nederbörd, och den torraste är januari, med 42 mm nederbörd.